# Christian Träsch
Christian Träsch (* 1. září 1987, Ingolstadt, Západní Německo) je německý fotbalový obránce a bývalý reprezentant, v současnosti působí v klubu FC Gerolfing.

## Klubová kariéra
Träsch působil až na jednu sezónu v německých ligách.

## Reprezentační kariéra
V A-mužstvu Německa debutoval 2. 6. 2009 v přátelském zápase v Dubaji proti týmu Spojených arabských emirátů (výhra 7:2).